# SPRR3
SPRR3 (англ. Small proline rich protein 3) – білок, який кодується однойменним геном, розташованим у людей на короткому плечі 1-ї хромосоми.  Довжина поліпептидного ланцюга білка становить 169 амінокислот, а молекулярна маса — 18 154.
| 10         |  | 20         |  | 30         |  | 40         |  | 50         |
| ---------- |  | ---------- |  | ---------- |  | ---------- |  | ---------- |
| MSSYQQKQTF |  | TPPPQLQQQQ |  | VKQPSQPPPQ |  | EIFVPTTKEP |  | CHSKVPQPGN |
| TKIPEPGCTK |  | VPEPGCTKVP |  | EPGCTKVPEP |  | GCTKVPEPGC |  | TKVPEPGCTK |
| VPEPGYTKVP |  | EPGSIKVPDQ |  | GFIKFPEPGA |  | IKVPEQGYTK |  | VPVPGYTKLP |
| EPCPSTVTPG |  | PAQQKTKQK  |  |            |  |            |  |            |

A: Аланін

C: Цистеїн

D: Аспарагінова кислота

E: Глутамінова кислота

F: Фенілаланін

G: Гліцин

H: Гістидин

I: Ізолейцин

K: Лізин

L: Лейцин

M: Метіонін

N: Аспарагін

P: Пролін

Q: Глутамін

S: Серин

T: Треонін

V: Валін

Задіяний у таких біологічних процесах як кератинізація, поліморфізм, ацетиляція. 
Локалізований у цитоплазмі.